# Lange Gasse 7 (Quedlinburg)

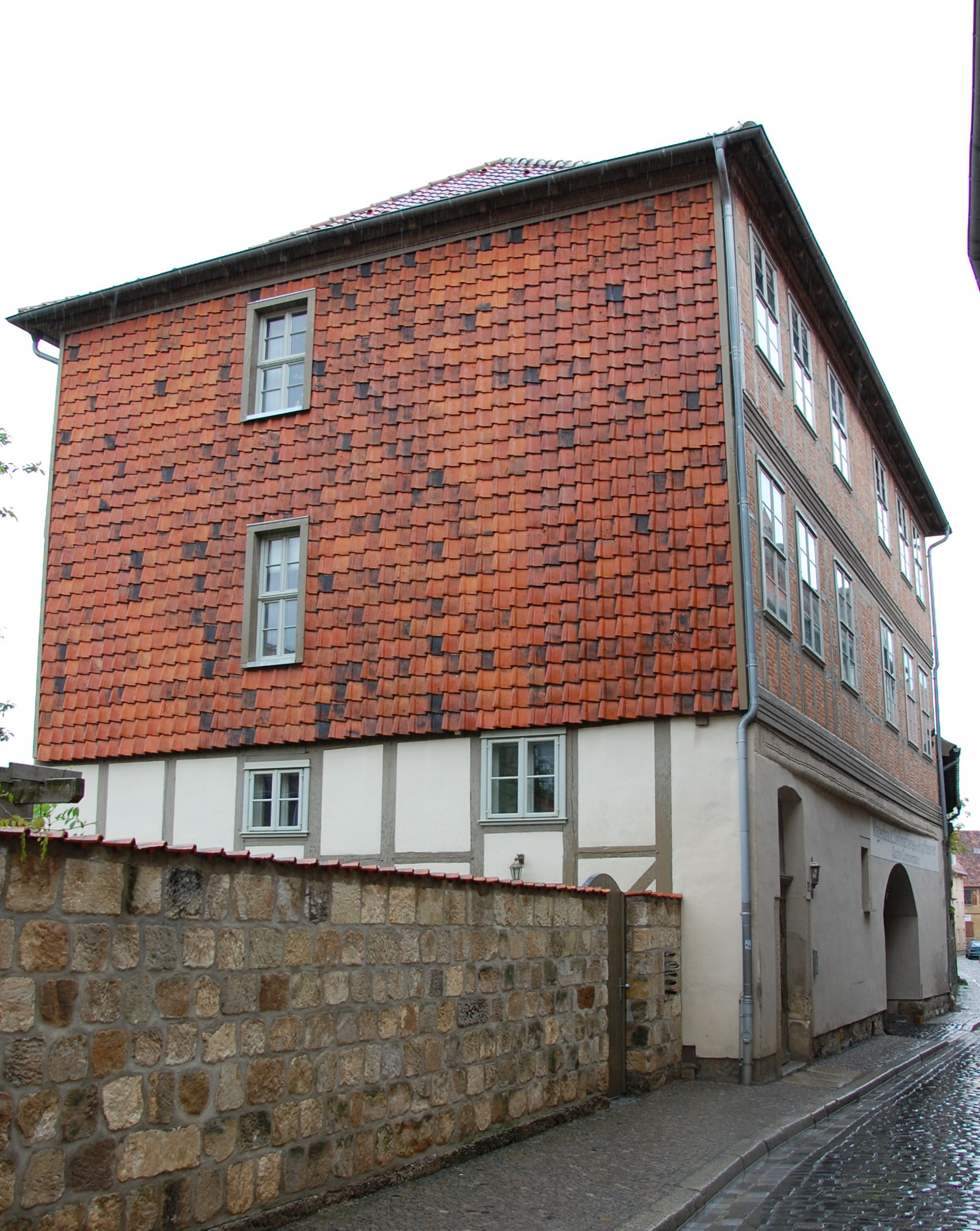
Haus Lange Gasse 7

Das Haus Lange Gasse 7 ist ein denkmalgeschütztes Gebäude in Quedlinburg in Sachsen-Anhalt.

## Lage
Das im Quedlinburger Denkmalverzeichnis als Wohnhaus eingetragene Gebäude befindet sich im Quedlinburger Stadtteil Westendorf auf der Nordseite der Langen Gasse. Es gehört zum UNESCO-Weltkulturerbe. Östlich grenzt das gleichfalls denkmalgeschützte Haus Lange Gasse 8 an.

## Architektur und Geschichte
Das dreigeschossige Gebäude entstand in der Zeit um 1780 ist in seinem Erdgeschoss in massiver Bauweise, in den oberen Stockwerken als Fachwerkbau ausgeführt. Die Verzierungen am Gebäude sind bauzeitlichen Ursprungs. Das Haus gehörte in der Vergangenheit zu einem größeren Anwesen, die hofseitigen Bauten sind jedoch nicht erhalten.